# St. Johannis (Katzow)

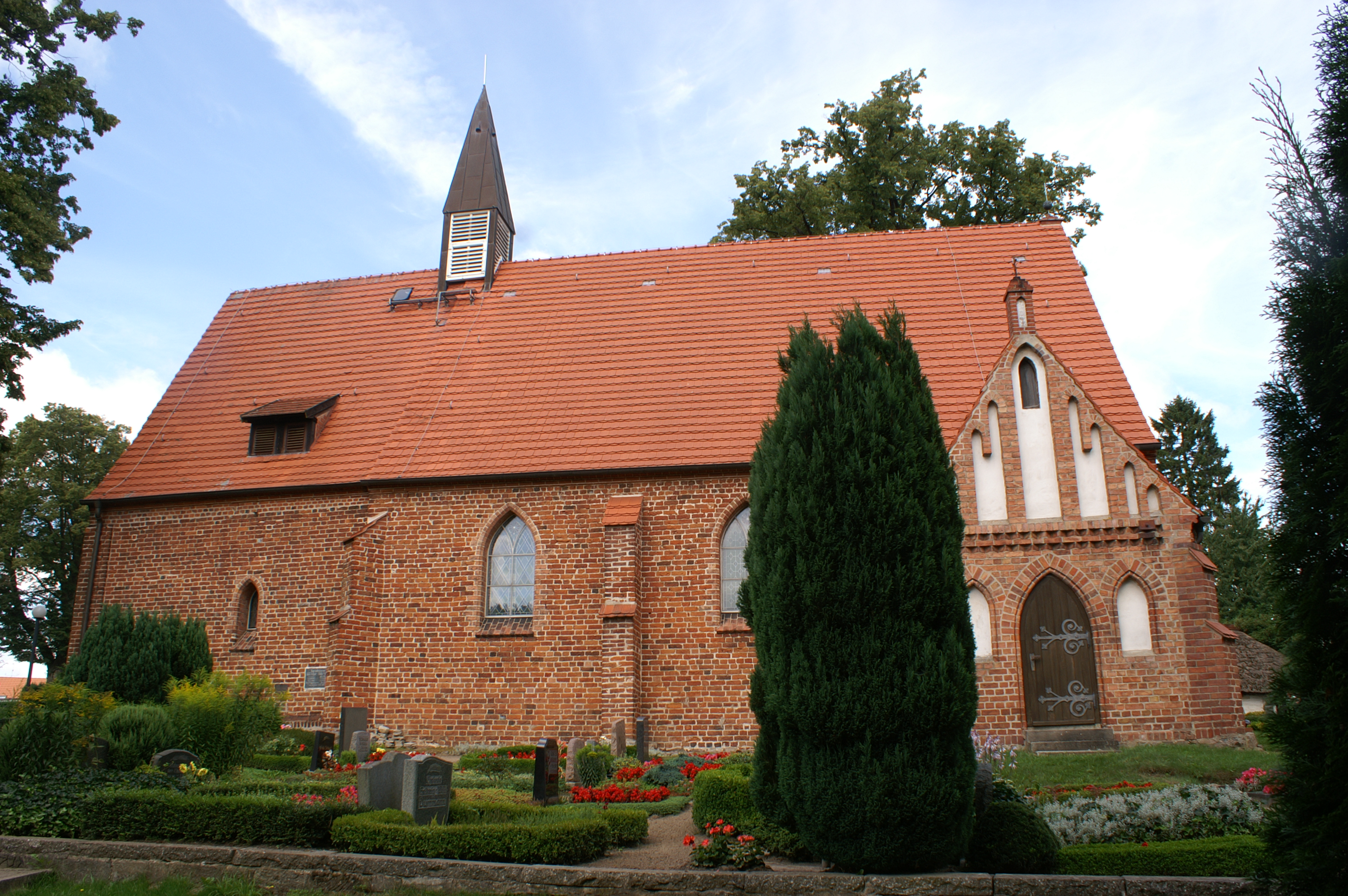
St. Johannis

Die Kirche St. Johannis in Katzow im Landkreis Vorpommern-Greifswald ist ein Kirchengebäude, das um 1300 errichtet wurde. Das nach einem Brand Anfang der 1990er Jahre wiederhergestellte Kircheninnere ist im Stil einer schwedischen Dorfkirche gehalten. Sie gehört seit 2012 zur Propstei Demmin im Pommerschen Evangelischen Kirchenkreis der Evangelisch-Lutherischen Kirche in Norddeutschland. Vorher gehörte sie zum Kirchenkreis Greifswald der Pommerschen Evangelischen Kirche.

## Lage
Die Dorfstraße führt als zentrale Verbindungsachse in West-Ost-Richtung durch den Ort. Die Kirche steht im historischen Dorfzentrum südlich dieser Straße auf einem Grundstück, dass mit einer Mauer aus unbehauenen und nicht lagig geschichteten Feldsteinen eingefriedet ist.

## Geschichte
Der Backsteinsaal der Kirche wurde um 1300 vermutlich unter dem Einfluss des Klosters Eldena gebaut. Der Turm, dessen Unterbau wahrscheinlich wenig jünger ist, wurde 1581 als baufällig bezeichnet. Im 15. Jahrhundert brachten Künstler Wandmalereien an, die zu einem späteren Zeitpunkt überputzt wurden. Wegen der Nutzung als Samariterkirche während des Dreißigjährigen Krieges blieb sie in dieser Zeit von Zerstörungen verschont. 1879 erfolgte eine umfassende Restaurierung unter Leitung des Berliner Architekten Theodor Prüfer. Dabei wurde die neugotische Südsakristei errichtet und die Nordvorhalle abgebrochen. Die Kirche erhielt eine einheitliche neugotische Ausstattung mit figürlichen und ornamentalen Glasmalereien, die nach Entwürfen Prüfers gefertigt wurden. Dazu gehörten das Ostfenster Christus Triumphator der Kirche aus der Werkstatt von Franz Xaver Zettler in München, das zugleich als Altarbild diente, und Schwarzlotmalereien mit farbigen Friesen in den Seiten- und Oberfenstern von Oidtmann aus Linnich.
1990 sicherten Arbeiter mit Schutzglas die historischen Glasfenster aus dem Jahr 1879. Noch im gleichen Jahr, am 24. Dezember 1990, brannte das Hauptschiff komplett aus und zerstörte dabei auch die Glasfenster. Die umliegenden Feuerwehren konnten nur noch verhindern, dass der Glockenturm ebenfalls zerstört wurde. So konnten die beiden Glocken aus dem Jahr 1921 gerettet werden. Als Brandursache stellte sich ein alter Kamin heraus, der einen benachbarten Balken entzündet hatte. Der Schaden belief sich auf 1,2 Millionen Mark. Die Reste der Fenster wurden deponiert. Ebenfalls verloren ging die Orgel von Friedrich Albert Mehmel. Der Wiederaufbau des Innenraumes erfolgte mit Hilfe von Spendengeldern in den Jahren 1991 bis 1993 nach dem Entwurf des Architekten Jerk Alton aus Kumla. Das neue, im Jahre 2009 eingeweihte Ostfenster wurde durch den Glasgestalter Ralf Udo Slama unter Verwendung der Reste des beim Brand zerstörten alten Ostfensters geschaffen.

## Baubeschreibung

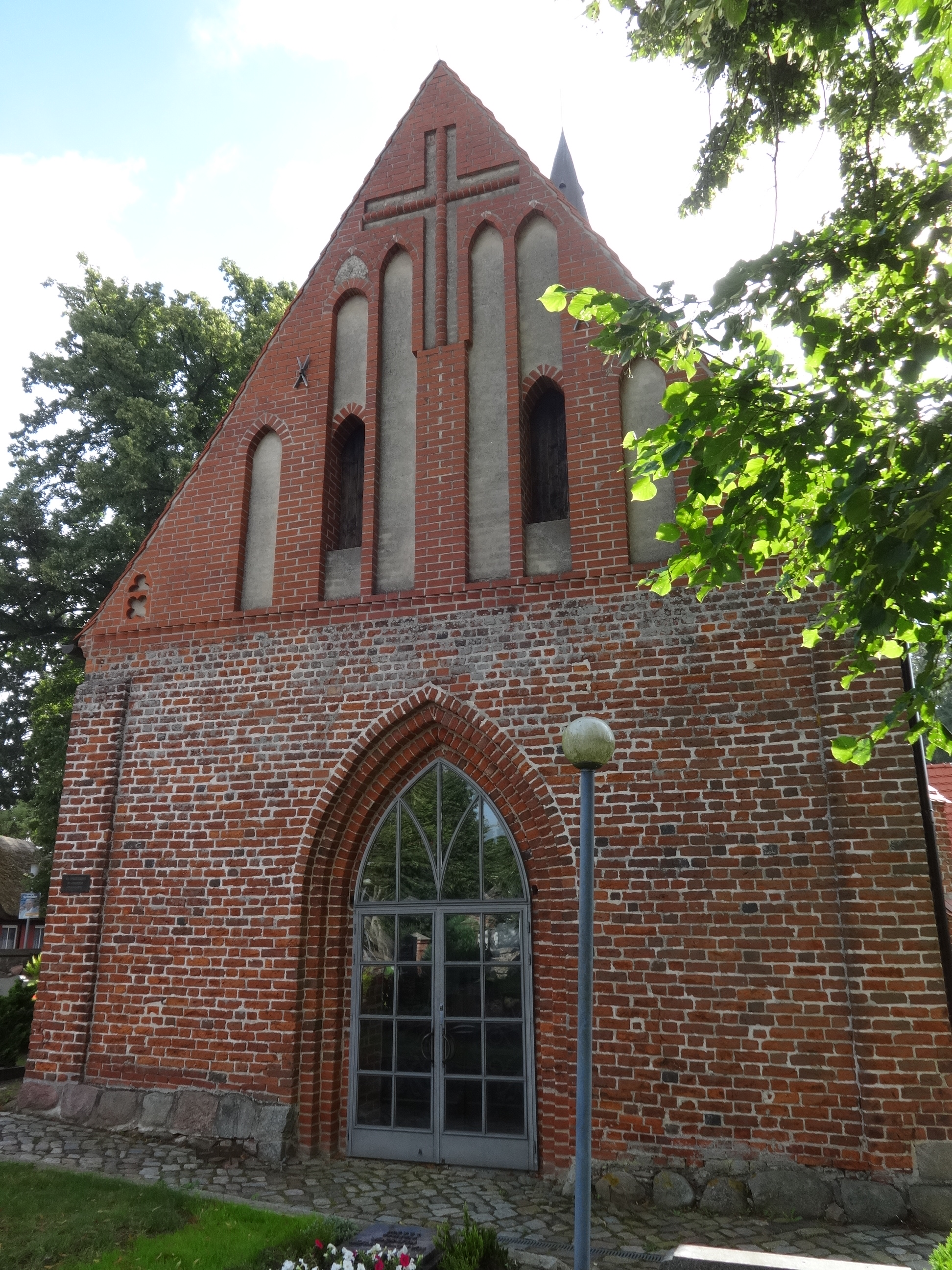
Ansicht von Westen

Das Bauwerk wurde im Wesentlichen aus rötlichem Mauerstein auf einem Fundament aus Feldsteinen errichtet. Der Chor ist gerade und nicht eingezogen. An der Chorostwand ist mittig ein großes und spitzbogenförmiges Fenster mit einer abgefasten Laibung. Auf dem Ostgiebel befindet sich ein Blendenkreuz unterhalb dessen zweireihige Blenden und zwei doppelte Deutsche Bänder gemauert wurden. In den mittleren drei der fünf Blenden ist je ein gekuppeltes und spitzbogenförmiges Fenster. Der Giebel wurde beim Wiederaufbau nach dem Vorbild des mittelalterlichen Westgiebels errichtet.
Am Übergang zum Kirchenschiff sind an den Ecken des Chors je zwei abgetreppte Strebepfeiler. Das Schiff hat einen rechteckigen Grundriss. An der Nordseite sind je drei Spitzbogenfenster zwischen je einem ebenfalls abgetreppten Strebepfeiler verbaut. Die Südseite ist im westlichen Bereich identisch aufgebaut. An der Südostseite ist eine Sakristei, die durch ein spitzbogenförmiges Portal von Süden her betreten werden kann. Neben dem Portal sind zwei ebenfalls spitzbogenförmige Blenden, die weiß angestrichen wurden. Den Anbau schmückt ein mit Blenden reich verzierter Giebel mit einer kleinen aufgesetzten Fiale.
Der Bereich des früheren Kirchturms hat einen rechteckigen Grundriss und ist gegenüber dem Schiff leicht eingezogen. An der Nord- und Südseite ist je ein spitzbogenförmiges Fenster, das jedoch deutlich kleiner als die Öffnungen am Schiff ist. Der Hauptzugang erfolgt durch ein großes, dreifach getrepptes Portal von der Westseite her. Darüber ist ein ebenfalls mit Blenden und Kreuz verzierter Giebel. Auf dem schlichten Satteldach sitzt am Übergang vom Kirchturm zum Schiff ein zisterziensischer Dachreiter mit je einer hochrechteckigen Klangarkade an jeder Seite. Hinter hängt eine Stundenglocke, ein Geschenk der Nordelbischen Kirche.

## Ausstattung
Das Innere und die Ausstattung sind im Stil einer modernen schwedischen Dorfkirche unter Verwendung natürlicher Materialien eingerichtet. Die Böden bestehen aus Kalkstein, der Altartisch aus grauem und rotem Kalkstein.
Die Orgel wurde 1993 von Hinrich Otto Paschen aus Kiel gebaut. Sie hat einen dreiteiligen Prospekt aus Eichenholz mit bekrönendem Segmentgiebel, ausgeschnittenen Vierpässe und aufgelegtem Rankgiebel.